# Дольчи, Данило
Данило Дольчи (итал. Danilo Dolci; 1924—1997) — итальянский писатель, поэт, публицист, социолог и общественный деятель. Лауреат Международной Ленинской премии «За укрепление мира между народами» (1957).

## Биография
Сын железнодорожника-итальянца и словенки. Изучал архитектуру в Риме, Милане, Швейцарии, одновременно обучался на инженера. Будучи студентом, публиковал научные работы по строительству и теории железобетона.
Набожный католик. В 1954 поселился в сельской местности в западной Сицилии в Партинико (провинция Палермо) в области, известной своим бандитизмом, бедностью и нищетой. Нищенское положение сицилийцев, повлияло на его решение остаться на острове на всю оставшуюся жизнь и заняться благотворительной деятельностью. Учёбу не окончил и стал работать в приюте для детей, оставленных после войны. Жил в тущобах, выясняя проблемы сицилийцев. Женился на вдове с 5-ю детьми.
Начал свою кампанию против страдания, которое окружало его, широкую культурно-просветительскую и агитационную деятельность с целью облегчить положение бедняков Сицилии. Столкнулся с противостоянием враждебной церкви, правительства, землевладельцев и мафии.
Будучи последователем Махатмы Ганди, верил в ненасильственный метод решения проблем Сицилии. Дольчи был сторонником пассивного сопротивления. Организовывал забастовки, объявлял голодовки. Восемь месяцев провёл в тюрьме. Его начинания поддерживали Карло Леви, Эрих Фромм, Бертран Рассел, Жан-Поль Сартр, Олдос Хаксли, Эрнст Блох, Жан Пиаже и вдохновлявшийся им Леонардо Шаша.
Убедил правительство принести новую промышленность с севера Италии, вёл борьбу с трущобами, разоблачал и осаждал мафию, находясь под угрозой тюрьмы и смерти. Инициировал строительство новых школ. Основал в Партинико Центр исследования и помощи социальных и, прежде всего, сельскохозяйственных проектов. В 1960 году посетил СССР.
Д. Дольчи известен как «Ганди Сицилии», в 1961—1967 гг. пять раз был номинантом Нобелевской премии мира.
Умер 30 декабря 1997 года от остановки сердца.

## Творчество
Итальянский писатель-неореалист.
Его произведения, включая поэзию, своеобразные документальные репортажи, которые обличают социальные порядки в Сицилии: нищету и отсталость деревни, порождающие преступность («Бандиты в Партинико», 1955); безработицу («Расследование в Палермо», 1956). В книге «Расточительство» (1960), «Беседы» (1962) углубляется анализ политико-экономических причин бедственного положения Сицилии.

## Награды и премии
- Международная Ленинская премия «За укрепление мира между народами» (1957).
- Премия Соннинга (нем. Sonningprisen) за вклад в европейскую культуру (1971).